# Benjamin Lay
Benjamin Lay, född 26 januari 1682 i Colchester, England, död 8 februari 1759 Abington i Penssylvania, var en radikal brittisk kväkare. Han var filantrop, sjöman och slavmotståndare och lade grunden för abolitioniströrelsen. Vid 50 års ålder emigrerade han med sin fru Sara till den brittiska provinsen Pennsylvania i Nordamerika. Han fördömde slavägare som de värsta syndarna och skrev boken All Slave-keepers that Keep the Innocent in Bondage, Apostlates.

## Biografi

### Tidiga år
Lay var tredje generationens kväkare. Hans farföräldrar hade träffat George Fox, som grundade Vännernas samfund 1655. Lay var kortväxt och ca 120 centimeter lång. Han var son till William och Mary Lay från Copford, en by i närheten av Colchester i Essex. Redan som pojke fick han arbeta som fåraherde. Efter ett par år i skolan blev han lärling hos en handskmakare i Colchester. Arbetet var tungt, smutsigt och dåligt betalt och vid 21 års ålder reste han till London och gick till sjöss.

### Sjömansåren
Lay var nyfiken, ville ut i världen och var inte rädd för det hårda arbetet ombord. Besättningen bestod av sjömän från många olika länder, de levde i ett kollektiv och blev beroende av varandra. Ibland hade han nytta av sin litenhet, eftersom han kunde ta sig till ställen som mer storvuxna män inte klarade av.
Han lärde känna många länder och folkslag, och träffade sjömän som seglat på slavskepp med tyranniska kaptener. En gång rymde han från besättningen, när båten var i den turkiska hamnstaden Alexandretta och tog sig till Haifa för att besöka det Heliga landet. Han vandrade till Samarien och drack vatten från Jakobs källa.

### Kväkare, giftermål och Barbados
Mellan resorna bodde han i London och deltog i Kväkarnas andaktsmöten. Han träffade där Sarah Smith, en välrenommerad kväkare från Deptford. Hon var född 1677, och var även hon kortväxt. De ansökte om att få gifta sig och fick efter tvekan tillstånd till detta. Lay hade beskyllt några ledare att vara ogudaktiga och betraktades som en bråkmakare.
Lay gifte sig med Sarah Smith 1718, och tillsammans emigrerade de till Bridgetown på Barbados och öppnade en lanthandel i hamnen. Paret Lay upptäckte snart att Barbados var ett centrum för slavtrafiken mellan Afrika och Amerika och chockades över den brutala människohandeln. De såg slavar på sockerplantager som piskades och slavrebeller som avrättades. Deras hem blev en mötesplats för hundratals slavar. Efter två år återvände de till England och blev en av de första slavmotståndarna.

### Philadelphia
1731 emigrerade Lay och hans fru till den nordamerikanska kolonin Pennsylvania. De sökte sig till Philadelphia som  hade grundats av den engelska kväkaren William Penn 1681. Lay skaffade ett hus åt sig och Sarah nära kväkarnas bönehus i centrum. De upptäckte snart att Pennsylvania inte var Frihetens land som hade förespeglats. En av tio invånare var slavar och dagligen såg de våld och förtryck i Staden för broderlig kärlek. Under ett andaktsmöte gick Lay till storms mot dem och sade: "Gud, den allsmäktige respekterar alla människor lika, rika och fattiga, män och kvinnor, vita och svarta". Tumult uppstod och flera kväkare bar ut honom.

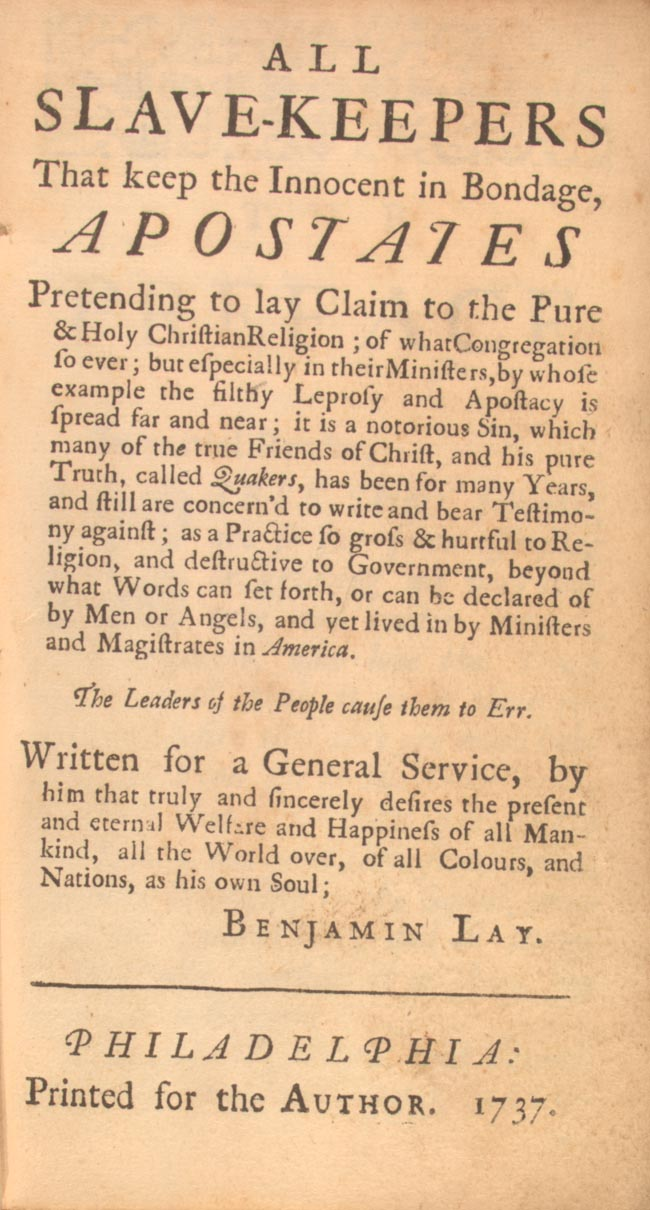
Lays anklagelseskrift mot slavägare

Slavmotståndaren Ralph Sandiford hade publicerat sin bok A Brief Examination of the Practice of the Times några år tidigare. Lay sökte upp honom i Abington, strax utanför Philadelphia. Sandiford bodde i en timmerkoja och var sjuk och förvirrad. Efter Sandifords död 1733 flyttade han och Sara till Abington och fortsatte kampen mot slaveriet. Lay uppförde offentliga föreställningar i protest mot slaveriet. Han besökte kväkarnas bönehus i Philadelphia och efter andakten slog han sönder tre pipor och "protesterade mot slavarbete, lyx och dålig hälsa, som orsakades av att röka stinkande ogräs". Sarah dog året därpå och Lay sörjde henne mycket. Han började skriva en anklagelseskrift och tog kontakt med Benjamin Franklin. Franklin hade tillsammans med Hugh Meredith startat tidningen Pennsylvania Gazette och tryckt Sandifords bok. Lay blev vän med Franklin och fick löfte om publicering.
När boken var tryckt gick Lay till kväkarnas årliga möte i Burlington, New Jersey. Han var klädd i en stor ytterrock som dolde militärkläder och ett svärd. I handen höll han en bok preparerad med ett hålrum, som innehöll en urinblåsa från ett djur. Blåsan var fylld med den röda saften från Kermesbär. I slutet på mötet kastade han av sig rocken dundrade:
| ”                                | Ve eder: Så ska Herren utgjuta blod hos de som förslavar sina medmänniskor. | „ |
| – Benjamin Lay, 19 december 1738 |                                                                             |   |

.
Han drog svärdet ur slidan och körde svärdet genom boken. Människor drog efter andan och kvinnor svimmade. Lay förutspådde en mörk och våldsam framtid: Kväkare som äger slavar och inte följer Herrens bud skall. lida en fysisk, moralisk och andlig död.

### Sista år och död
Efter Sarahs död byggde Lay sitt hem i en stor grotta med rum för ett privat bibliotek. Han planterade ett äppelträd och odlade potatis, squash, rädisor och meloner. Hans favoritmat var majrovor och han drack bara vatten. Han sydde sina egna kläder av linne, bojkottade varor producerade av slavar.
År 1757 började Lays hälsa bli sämre, han fick ge upp sina långa vandringar och stanna i sin grotta. En dag fick han besök av en vän som berättade att en grupp kväkare hade påbörjat en kampanj för en enklare livsstil och värdigare andaktsmöten. Philadelphias årliga möte (PÅM) förberedde en lag att förbjuda handel med slavar. Lay reste sig och tackade Herren Gud och tillade ”Nu kan jag dö i frid”. Hans vänner tog med honom till Joshua Morris hem i Abington. Där fick han vård och omsorg den sista tiden. Lay dog den 3 februari 1759.

## Tro och livsstil
År 1649 avrättades Karl I av England och republiken Engelska samväldet infördes. Oliver Cromwell tog makten och blev lordprotektor. Han var puritan och en rad protestantiska religioner blev tillåtna, bland annat Kalvinism och Kiliasm. Bland dem var Levellers, Diggers och Kväkarna som var mycket radikala och strävade efter en genomgripande omformning av samhället. Lays farföräldrar anslöt sig till kväkarna 1655 och hans far var en aktiv kväkare.

### Förebilder
Lay läste Bibeln och läste om James Nayler och fann stöd för sin radikalitet. Han läste Thomas Tryons bok A Way to Health, Long Life and Happiness (1683) och blev  nykterist, pacifist och panteist. Han var också intresserad av grekisk filosofi, särskilt Diogenes som sökte inre frihet genom att vara nöjd med livets nödtorft.

### Livsstil
Lay utvecklade under sitt liv fyra karaktärsdrag:
1. Rebellen som gick till storms mot orättvisor.
2. Solidaritet under sitt liv till sjöss.
3. Kampvilja, inspirerad av det hårda livet för slavarna på Barbados.
4. Simple living och avståndstagande från kapitalism och att leva i balans med naturen.

Lay blev vegetarian och bojkottade alla varor som producerades av slavar, till exempel socker från plantager i Västindien och te från plantager i Östasien.

## Eftermäle

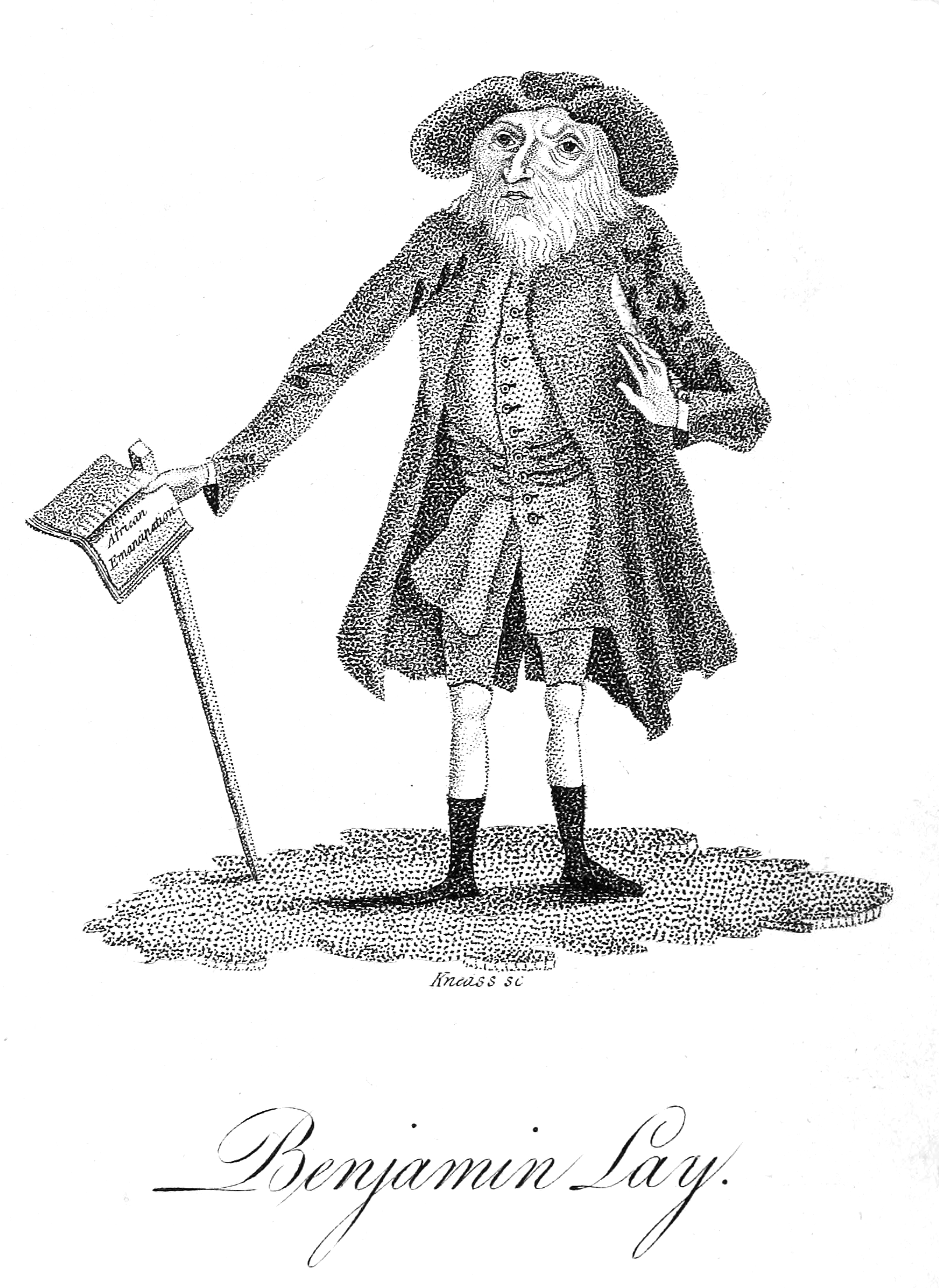
Benjamin Lay

Lay blev en inspirationskälla för många abolotionister under 1700 och 1800-talet och många hade en bild av honom i sitt hem. Han var begravd på en kyrkogård nära kväkarskolan i Jenkintown, utanför Philadelphia. 2012 döptes stora torget i Jenkintown om till Benjamin Lay Plaza. I november 2017 hyllade Abingtons kväkarsällskap Lays engagemang för jämställdhet och hans kamp mot slaveriet. Även Norra Londons Kväkare erkände att de handlat fel mot Lay. En ny biografi beskrev Lay som historiens viktigaste abolitionist. En teaterpjäs med titeln The return of Benjamin Lay lästes upp i London maj 2018 och i Abington planeras ett monument över honom.